# Manos: The Hands of Fate
Manos: The Hands of Fate (Manos: Dłonie Przeznaczenia) – niskobudżetowy amerykański film klasy Z, powstały w 1966 roku. Jest oceniany przez wielu ludzi jako okropny, niesprawiający żadnej przyjemności przy oglądaniu, czy też jako jeden z najgorszych filmów świata. Film został nakręcony przez Harolda P. Warrena, który założył się z profesjonalnym scenarzystą o to, że stworzy swoje własne dzieło. Efektem był film, który zasłynął z niekompetentnej produkcji, chaotycznych dialogów oraz nieprzemyślanego montażu.

## Opis fabuły
Przemierzający pustynię Michael wraz ze swoją żoną Margaret, córką Debbie i psem o imieniu Peppy zmuszony jest przenocować w podejrzanym domostwie, do którego zaprasza ich Torgo. O świcie zamierzają uzupełnić braki paliwa i wyruszyć w dalszą drogę. Ich plany muszą jednak ulec zmianie. Gospodarz okazuje się być bowiem przywódcą poligynistycznego kultu pogańskiego. Rodzina zostaje uwięziona, a próba ucieczki zostaje udaremniona przez hipnotyczne moce przywódcy kultu. Pod koniec filmu dowiadujemy się, że żona i córka głównego bohatera zostały żonami przywódcy, zaś Michael zostaje jego niewolnikiem.